# Officier ministériel

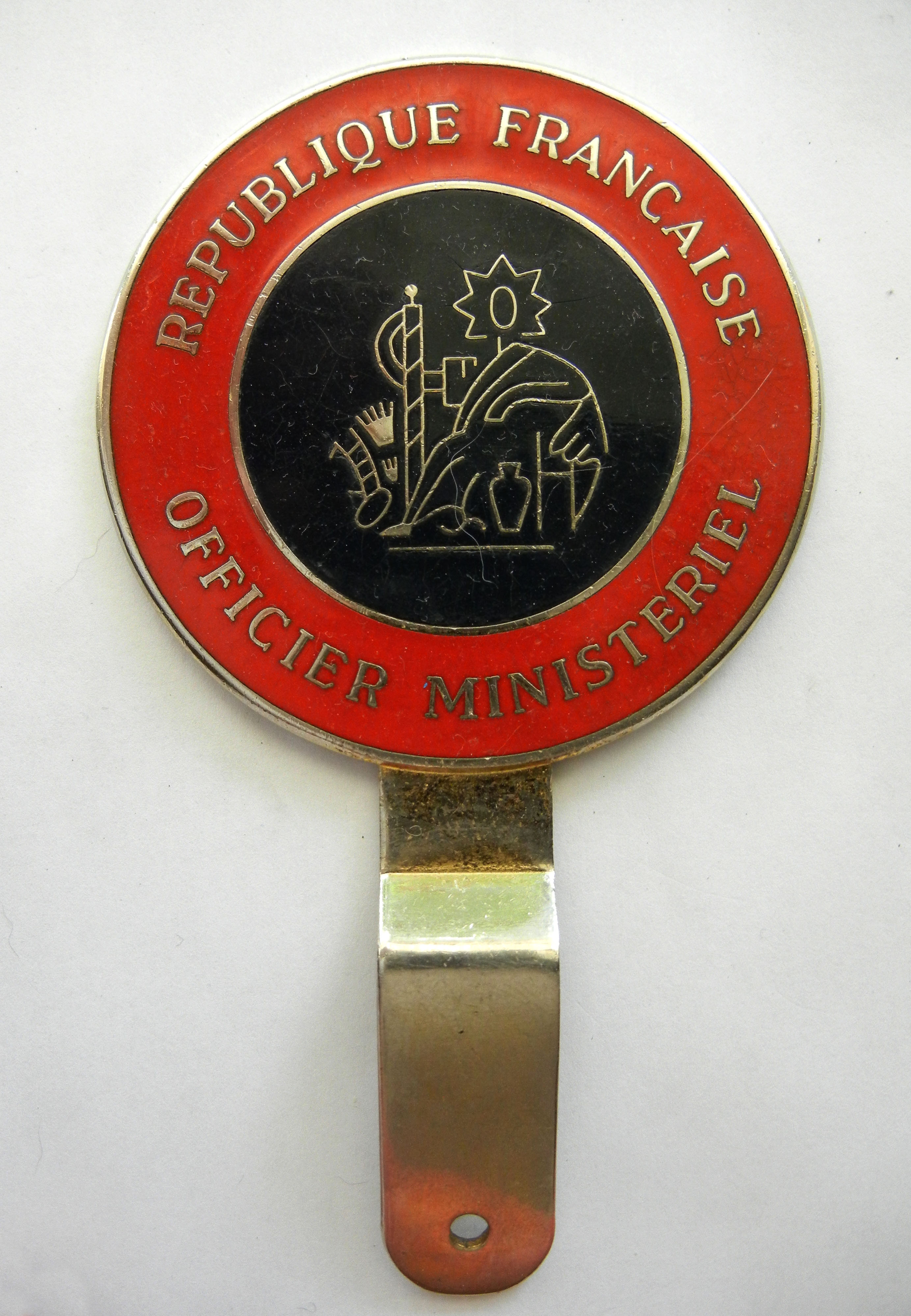
Plaque de véhicule d'officier ministériel.

Un officier ministériel est, en droit français, une personne qui en exécution d'une décision des autorités de l'État dispose d'un privilège pour exercer une activité qui, en général, constitue une tâche de service public. Certains officiers ministériels sont également des officiers publics.

## Différents types d'officiers ministériels
Parmi les officiers ministériels, on trouve notamment :
- les notaires ;
- les avocats aux conseils : avocats disposant du monopole de la représentation devant le Conseil d'État et la Cour de cassation (en revanche les autres avocats ne sont pas titulaires d'un office) ;
- les commissaires de justice ;
- les greffiers des tribunaux de commerce.

Les officiers ministériels sont titulaires d'un office conféré à vie par l'autorité publique et disposent du droit de présenter leur successeur. Ils ne peuvent exercer leurs fonctions qu'au sein de cet office dont ils sont titulaires soit personnellement, soit en tant qu'associés. Leur nomination s'exerce par voie d'agrément du garde des sceaux pris sous la forme d'un arrêté.
D'autres professions ont eu le statut d'officier ministériel :
- courtier maritime jusqu'en 2004 ;
- avoué jusqu'en 2012 (profession fondue dans celle d'avocat);
- commissaire-priseur jusqu'en 2022 (profession fondue dans celle de commissaire de justice);
- huissier de justice jusqu'en 2022 (profession fondue dans celle de commissaire de justice);

## Officiers publics
Certains officiers ministériels sont également officiers publics, lesquels dressent des actes authentiques et obligatoires. Mais tous les officiers publics ne sont pas des officiers ministériels. Par exemple, les officiers d'état civil, les greffiers des cours et tribunaux (autres que les tribunaux de commerce), les conservateurs des hypothèques sont des officiers publics, mais ne sont pas titulaires d'une charge.
Les avocats au Conseil d'État et à la Cour de cassation et les commissaires-priseurs judiciaires ont la qualité d'officiers ministériels. Les greffiers des tribunaux de commerce (ces derniers étant les seuls greffiers dont la charge a été conservée dans la loi du 30 novembre 1965), les notaires et les commissaire de justice ont, eux, la qualité d'officiers publics et ministériels. 
S'agissant de leurs obligations à l'égard des services fiscaux, l'article 100, 2e alinéa, du code général des impôts prévoit que les officiers publics ou ministériels ne peuvent opposer le secret professionnel aux demandes de l'administration fiscale.